# Flasche (Einheit)
Die Flasche, auch Flask in Skandinavien, war ein Volumenmaß für Flüssigkeiten. Im Kapland entsprach das Maß dem Stoop. In den Niederlanden (= hier noch als Holland bezeichnet) war es ein älteres Maß und wurde Flesch genannt.
- Nassau: 1 Flasche = 1 Liter
- Preußen für Wein: 1 Flasche = 0,8588 Liter (= 6/7 l)
- Dänemark: 1 Flask = 3 Pegel = 0,7246 Liter (= 8/11 l)
- Holland Branntwein:1 Flesch = 0,88 Liter (= 8/9 l)
- Toskana Öl: 1 Fiasco/Fiascho = 2,0893 Liter (= 2 1/11 l)
- Toskana Wein: 1 Fiasco/Fiascho = 2,2792 Liter (= 2 5/18 l)
- Argentinien: 1 Frasco/Flasche = 2,75 Liter (= 2 3/8 l)
- Mexiko: 1 Frasco/Flasche = 2,8 Liter (= 2 4/5 l)
- Paraguay: 1 Frasco/Flasche = 2,44438 Liter (= 2 4/9 l)
- Uruguay: 1 Frasco/Flasche = 2,63469 Liter (= 2 7/11 l)